# Знедолені (серіал, 2014)
«Знедолені» (ісп. Los miserables) — американо-мексиканський телесеріал 2014 року в жанрі драми, мелодрами та створений компаніями Argos Comunicación, Telemundo Studios. У головних ролях — Араселі Арамбула, Ерік Хейсер, Айлін Мухіка, Габріель Поррас, Аарон Діас, Марко Тревіно.
Перша серія вийшла в ефір 30 вересня 2014 року.
Серіал має 1 сезон. Завершився 119-м епізодом, який вийшов в ефір 24 березня 2015 року.
Режисер серіалу — Віктор Еррера Макнот, Карлос Вільєгас Росалес, сценаристи — Валентина Паррага, Йояна Ахумада, Херардо Кадена, Крістіна Полікастро, Артуро Гонсалес Янез.
Серіал є адаптацією французького роману 1862 року «Знедолені» Віктора Гюго.

## Сюжет
Жінку на ім'я Лусія «Луча» Дюран звинувачують у злочині, якого вона не вчиняла, і їй потрібно знайти спосіб не повернутися до в'язниці вдруге.

## Сезони
| Сезон | Епізоди | Епізоди | Оригінальний показ | Оригінальний показ | Оригінальний показ |
| Сезон | Епізоди | Епізоди | Перший показ       | Останній показ     | Мережа             |
| ----- | ------- | ------- | ------------------ | ------------------ | ------------------ |
| 1     | 119     | 119     | 30 вересня 2014    | 24 березня 2015    | Telemundo          |

## Актори та ролі

### У головних ролях
| Актор            | Роль                      |
| ---------------- | ------------------------- |
| Араселі Арамбула | Лусія «Луча» Дуран        |
| Ерік Хейсер      | Деніел Понс               |
| Айлін Мухіка     | Ліліана Дуран             |
| Габріель Поррас  | Олегаріо Марреро «Діабло» |
| Аарон Діас       | Сезар Мондрагон           |
| Марко Тревіно    | Ігнасіо Дуран             |

### Повторювані ролі
| Актор                 | Роль                         |
| --------------------- | ---------------------------- |
| Александра де ла Мора | Хелена Дюран                 |
| Альдо Галлардо        | Карлос Галлардо              |
| Дієго Сольдано        | Пабло Ріобуено               |
| Б'янка Кальдерон      | Деяніра Паредес              |
| Клаудіо Лафарга       | Гонсало Маллорка             |
| Естела Кальдерон      | Дебора Ечеверрія             |
| Таня Лопес            | Марісела Леон                |
| Макарена Оз           | Роксана Перес                |
| Габо Ангіано          | Гільєрмо Орландес «Мемін»    |
| Луїс Урібе            | Дженаро Кабелло              |
| Вероніка Теран        | Сор Ампаро Понсе             |
| Марія Барбоза         | Фернанда Монтеагудо де Дуран |
| Джина Варела          | Ненсі                        |
| Анастасія             | Консуело Дуран               |
| Манола Дієс           | Іванна Ечеверріа             |
| Алекс Камарго         | Абель Дюран                  |
| Єва Даніела           | Вікторія «Вікі» Горділло     |
| Дейв Дуглас           | Октавіо Мондрагон            |
| Родріго Відаль        | Гастон Горділло              |
| Хав'єр Діас Дуеньяс   | Радамес Ечеверріа            |

### Спеціальні гості
| Актор                    | Роль                             |
| ------------------------ | -------------------------------- |
| Гонсало Гарсія Віванко   | Педро Моралес                    |
| Елсі Рейес               | Нурія Перес                      |
| Хуан Мартін Хаурегі      | Еварісто Родрігеса               |
| Федеріко Поррас молодший | Ігнасіо «Начіто» Ечеверріа Дуран |
| Джеральдін Зінат         | Сор Мілагрос                     |
| Луїс Єверіно             | Густаво Міллан                   |
| Тетяна Мартінес          | Сорая                            |
| Едуардо Реза             | Алехандро Верде                  |

## Нагороди та номінації
| Рік      | Нагорода          | Категорія                      | Номінанти                     | Результат |
| -------- | ----------------- | ------------------------------ | ----------------------------- | --------- |
| 2014 рік | People en Español | Найкраща теленовела            | Знедолені                     | Номінація |
| 2014 рік | People en Español | Головний герой                 | Ерік Хейзер                   | Номінація |
| 2014 рік | People en Español | Найкраща екранна хімія         | Араселі Арамбула, Ерік Хейсер | Номінація |
| 2014 рік | People en Español | Злодійка                       | Айлін Мухіка                  | Номінація |
| 2014 рік | People en Español | Злодій                         | Габріель Поррас               | Номінація |
| 2015 рік | Premios Tu Mundo  | Найкраща теленовела            | Знедолені                     | Номінація |
| 2015 рік | Premios Tu Mundo  | Головний герой                 | Ерік Хейсер                   | Номінація |
| 2015 рік | Premios Tu Mundo  | Головна героїня                | Араселі Арамбула              | Номінація |
| 2015 рік | Premios Tu Mundo  | Найкращий невдалий актор       | Араселі Арамбула              | Номінація |
| 2015 рік | Premios Tu Mundo  | Злодій                         | Габріель Поррас               | Номінація |
| 2015 рік | Premios Tu Mundo  | Злодійка                       | Айлін Мухіка                  | Номінація |
| 2015 рік | Premios Tu Mundo  | Найкраща акторка другого плану | Александра де ла Мора         | Номінація |
| 2015 рік | Premios Tu Mundo  | Кращий актор другого плану     | Дієго Сольдано                | Номінація |
| 2015 рік | Premios Tu Mundo  | Кращий актор другого плану     | Хав'єр Діас Дуеньяс           | Номінація |
| 2015 рік | Premios Tu Mundo  | Ідеальна пара                  | Араселі Арамбула, Ерік Хейсер | Номінація |